# Boektopia
Boektopia is een jaarlijkse boekenbeurs in de Belgische stad Kortrijk, dat sinds 2021 in het najaar wordt georganiseerd in Kortrijk Xpo. De beurs is een initiatief van verscheidene uitgeverijen en boekendistributeurs na het faillissement van de Boekenbeurs Antwerpen.

## Achtergrond
Op initiatief van tien uitgeverijen, in samenwerking met de stad Kortrijk, ging de eerste editie van Boektopia door in 2021 van 30 oktober tot 1 november. In Kortrijk Xpo kon men gedurende drie dagen boeken kopen en 150 auteurs ontmoeten. Ze organiseerden online sessies met auteurs en verschillende evenementen zoals concertjes en interviewsessies.
De tweede editie in 2022 duurde negen dagen van 29 oktober tot 7 november, tijdens de herfstvakantie, en was dubbel zo groot. In twee hallen van Kortrijk Xpo werden 27.650 bezoekers ontvangen en bijna 50.000 boeken werden er verkocht. Er waren evenementen zoals signeersessies, voorstellingen, een voorleesbos en een verjaardagsfeest voor Geronimo Stilton.
De derde editie in 2023 duurde van 28 oktober tot en met 5 november en trok 47.000 bezoekers. Boektopia werd uitgebreid tot meer dan 700 voorstellingen en signeersessies, verdeeld over vijf zalen, twee literaire podia, een podcaststudio, voorleesbos en demokeuken. In de keuken maakten bekende chefs live gerechten uit hun eigen kookboeken en presenteerden sommeliers hun boeken, waarbij geproefd mocht worden.